# Canton de Suresnes
Le canton de Suresnes est une ancienne division administrative française située dans le département des Hauts-de-Seine et la région Île-de-France. Créée en 1984, elle est remplacée en 2015 par le canton de Nanterre-2.

## Administration
| Période | Période          | Identité         | Étiquette    | Qualité                                                                                    |
| ------- | ---------------- | ---------------- | ------------ | ------------------------------------------------------------------------------------------ |
| 1967    | 1988             | Robert Pontillon | SFIO puis PS | Journaliste Maire de Suresnes (1965-1983) Sénateur (1977-1992)                             |
| 1988    | 1993 (démission) | Christian Dupuy  | RPR          | Avocat Maire de Suresnes Député (1993-1997)                                                |
| 1993    | 1998 (démission) | Jean-Luc Delin   | RPR puis UMP | Chef d'entreprise Adjoint au maire de Suresnes (1983-2008) Conseiller régional (1999-2004) |
| 1998    | 2015             | Christian Dupuy  | UMP          | Maire de Suresnes Vice-président du conseil général                                        |

## Composition
| Nom                  | Code Insee | Codepostal | Superficie (km2) | Population (dernière pop. légale) | Densité (hab./km2) |
| -------------------- | ---------- | ---------- | ---------------- | --------------------------------- | ------------------ |
| Suresnes (chef-lieu) | 92073      | 92150      | 3,79             | 47 263 (2012)                     | 12 470             |

## Démographie
| 1968   | 1975   | 1982   | 1990   | 1999   | 2006   | 2011   | 2012   |
| ------ | ------ | ------ | ------ | ------ | ------ | ------ | ------ |
| 40 616 | 37 537 | 35 187 | 35 998 | 39 706 | 44 197 | 46 876 | 47 263 |